# Aeropuerto de Angra dos Reis
Aeropuerto de Angra dos Reis (IATA: GDR, OACI: SDAG), es el aeropuerto que da servicio a Angra dos Reis, Brasil. Lleva el nombre de un empresario local.
Está gestionado por Angra Aero-Portos. Santos 

## Historia
El aeropuerto se puso en marcha en 1979.

## Aerolíneas y destinos
| Aerolíneas                                       | Destinos                                                    |
| ------------------------------------------------ | ----------------------------------------------------------- |
| Azul Brazilian Airlines operado por Azul Conecta | Seasonal: Río de Janeiro–Santos Dumont, São Paulo–Congonhas |

## Acceso
El aeropuerto se encuentra 5 km (3 mi) desde el centro de Angra dos Reis.